# بارگیشوو
بارگیشوو (به آلمانی: Bargischow) یک شهر در آلمان است که در فرپومرن-گرایفسوالد واقع شده‌است. بارگیشوو ۳۸۸ نفر جمعیت دارد.